# フィコエリトロビリンシンターゼ
フィコエリトロビリンシンターゼ（phycoerythrobilin synthase, PebS）は、次の化学反応を触媒する酸化還元酵素である。
(3Z)-フィコエリトロビリン + 2 酸化型フェレドキシン {\displaystyle \rightleftharpoons } ビリベルジンIXα + 2 還元型フェレドキシン
反応式の通り、この酵素の基質は(3Z)-フィコエリトロビリンと酸化型フェレドキシン、生成物はビリベルジンIXαと還元型フェレドキシンである。
組織名は(3Z)-phycoerythrobilin:ferredoxin oxidoreductase (from biliverdin IXα)である。